# Roberto Yenny García
Roberto Yenny García (* 8. Februar 1972 in Mexiko-Stadt) ist ein mexikanischer Geistlicher und römisch-katholischer Bischof von Ciudad Valles.

## Leben
Roberto Yenny García empfing am 19. März 1996 das Sakrament der Priesterweihe für das Bistum Tampico.
Nach weiteren Studien wurde er am Instituto de Estudios Superiores de Tamaulipas in Philosophie und an der Päpstlichen Universität Gregoriana in Moraltheologie promoviert. Mastergrade erwarb er in Taumalipas im Fach Familientherapie sowie in counselling an der Katholischen Universität Valencia. Neben Aufgaben in der Pfarrseelsorge war er Spiritual und später Regens des Konzilsseminars in Tampico. Seit 2019 war er bevollmächtigter Sekretär der mexikanischen Bischofskonferenz für deren institutionelle Beziehungen.
Papst Franziskus ernannte ihn am 19. März 2020 zum Bischof von Ciudad Valles. Der Erzbischof von Monterrey, Rogelio Cabrera López, spendete ihm am 17. März desselben Jahres in der Kathedrale von Ciudad Valles die Bischofsweihe. Mitkonsekratoren waren der Apostolische Nuntius in Mexiko, Erzbischof Franco Coppola, und der Bischof von Tampico, José Armando Álvarez Cano.